# Drag Race Brasil (2.ª temporada)
A segunda temporada de Drag Race Brasil estreou em 10 de julho de 2025. Sendo produzida e distribuida pela WOW Present Plus .
Grag Queen volta como apresentadora, junto dos jurados Bruna Braga e Dudu Bertholini.

## Produção
Em 5 de fevereiro de 2024 foi anunciada oficialmente a 2.ª temporada pela World of Wonder e pela Variety.  As inscrições ficaram abertas de 5 de setembro a 18 de outubro de 2024.  O especial Meet the Queens, exibido em 3 de junho de 2025, apresentou as dez competidoras com o tema “Aves do Paraíso”.

## Participantes
As idades, nomes e cidades correspondem ao período de filmagem (2025).
| Concorrente               | Idade | Cidade de origem               | Posição   |
| ------------------------- | ----- | ------------------------------ | --------- |
| Adora Black               | 26    | Brasília, Distrito Federal     | ASA       |
| Bhelchi                   | 36    | São Paulo, São Paulo           | ASA       |
| Melina Blley              | 30    | Rio de Janeiro, Rio de Janeiro | ASA       |
| Mellody Queen             | 30    | Belo Horizonte, Minas Gerais   | ASA       |
| Poseidon Drag             | 30    | Recife, Pernambuco             | ASA       |
| Ruby Nox                  | 31    | Recife, Pernambuco             | ASA       |
| DesiRée Beck              | 34    | Salvador, Bahia                | 7° Lugar  |
| Mercedez Vulcão           | 36    | São Paulo, São Paulo           | 8° Lugar  |
| Paola Hoffman Van Cartier | 35    | Vila Velha, Espírito Santo     | 9° Lugar  |
| Chanel                    | 21    | São Gonçalo, Rio de Janeiro    | 10° Lugar |

## Progresso das concorrentes
| Concorrente                | 1      | 2      | 3      | 4      | 5      | 6      | 7   |
| -------------------------- | ------ | ------ | ------ | ------ | ------ | ------ | --- |
| Adora Black                | SALVA  | VENCEU | BOM    | RUIM   | DUBLOU | VENCEU | ASA |
| Bhelchi                    | RUIM   | BOM    | BOM    | VENCEU | SALVA  | BOM    | ASA |
| Melina Blley               | TOP2   | SALVA  | DUBLOU | BOM    | BOM    | SALVA  | ASA |
| Mellody Queen              | SALVA  | RUIM   | VENCEU | DUBLOU | BOM    | DUBLOU | ASA |
| Poseidon Drag              | RUIM   | DUBLOU | VENCEU | SALVA  | RUIM   | BOM    | ASA |
| Ruby Nox                   | VENCEU | SALVA  | SALVA  | SALVA  | SALVA  | RUIM   | ASA |
| DesiRée Beck               | SALVA  | BOM    | RUIM   | DUBLOU | VENCEU | ELIM   |     |
| Mercedez Vulcão            | SALVA  | SALVA  | BOM    | BOM    | ELIM   |        |     |
| Paola Hoffmann Van Cartier | RUIM   | SALVA  | ELIM   |        |        |        |     |
| Chanel                     | BOM    | ELIM   |        |        |        |        |     |

 Vencedora  A cparticipante foi declarada a vencedora da temporada.
 Finalista  A participante foi declarada uma das finalistas da temporada.
 VENCEU  A participante venceu o desafio do episódio.
 TOP2  A participante foi declarada uma das melhores do desafio, mas perdeu o lip sync pela a vencedora do episódio e foi declarada salva.
 BOM  A participante recebeu críticas positivas, e foi declarada salva.
 BOM  A participante fez parte do time vencedor, e foi declarada salva.
 SALVA  A participante foi declarada salva.
 SALVA  A participante recebeu críticas dos jurados, e foi declarada salva.
 RUIM  A participante recebeu críticas negativas, e foi declarada salva.
 DUBLOU  A participante ficou entre as piores, mas não foi eliminada.
 ELIM  A participante ficou entre as piores, e foi eliminada.

## Dublagens
A participante venceu a dublagem pela vitória.
     A participante foi eliminada após primeira vez entre as piores.
     A participante foi eliminada após segunda vez entre as piores.
     A participante foi eliminada após sua terceira vez entre as piores.

## Jurados Convidados
Listado em ordem cronológica:
- Blogueirinha, apresentadora e digital inflencer;[6]
- Fontana, finalista da primeira temporada de Drag Race Sverige;[7]
- Bielo, personalidade da internet;[8]
- Kelly Heelton, participante da primeira temporada de Drag Race Germany;

## Episódios
| Episódio | Concorrentes | Concorrentes | Concorrentes              | Música                      | Vencedora                 |
| -------- | ------------ | ------------ | ------------------------- | --------------------------- | ------------------------- |
| 1        | Melina Blley | vs.          | Ruby Nox                  | "Funk Rave" (Anitta)        | Ruby Nox                  |
| Episódio | Concorrentes | Concorrentes | Concorrentes              | Música                      | Eliminada                 |
| 2        | Chanel       | vs.          | Poseidon Drag             | "Ultra Som" (Pabllo Vittar) | Chanel                    |
| 3        | Melina Blley | vs.          | Paola Hoffman Van Cartier | "The Beggining" (RuPaul)    | Paola Hoffman Van Cartier |
| 4        | DesiReé Beck | vs.          | Mellody Queen             | "Brasil" (Gal Costa)        | Nenhuma                   |
| 5        | Adora Black  | vs.          | Mercedez Vulcão           | "Tombei" (Karol Conká)      | Mercedez Vulcão           |

| Geral # | Episódio # | Título                         | Data de Exibição    |
| ------- | ---------- | ------------------------------ | ------------------- |
| 13      | 1          | "Aves do Paraíso Levantam Voo" | 10 de Julho de 2025 |
| 14      | 2          | "Rainhas de Papel"             | 17 de Julho de 2025 |
| 15      | 3          | "Girl Groups"                  | 24 de Julho de 2025 |
| 16      | 4          | "Notícias de Última Hora..."   | 31 de Julho de 2025 |